# 아시안 하이웨이 143호선
아시안 하이웨이 143호선(AH143, )은 싱가포르의 셍캉과 말레이시아 조호르주의 세나이까지 이어주는 총 연장 38km의 거리를 가진 아시안 하이웨이 노선망이자 국제 간선 도로망이다. 그러나 이 도로는 아시안 하이웨이 노선망 전체 최단거리의 국제 노선이기도 하며 노선망의 길이를 봐도 거의 25분 내외까지 소요되는 짧은 도로망이기도 하다. 주요 연결도로는 싱가포르에서는 3곳, 말레이시아에서는 세컨드 링크 고속도로가 아시안 하이웨이 2호선과 연결되는 등 5개의 도로망이 서로 이어주는 특이한 도로망이기도 하다.

## 주요 경유지

### 싱가포르
- 칼랑-파야레바 익스프레스웨이(영어판)
- 마리나 코스탈 익스프레스웨이(영어판)
- 아이어 라자 익스프레스웨이(영어판)

### 말레이시아
- 세컨드 링크 고속도로(영어판) (아시안 하이웨이 2호선과 접촉)
- 조호르바루 동부 분산 대로(영어판, 중국어판) (이 도로도 AH2와 접촉하고 있는 것으로 드러남)